# Sender de les quatre Ermites

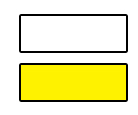
Marca de Sender de Petit Recorregut

El PR-C 60 és un sender circular, abalisat com a Petit Recorregut que surt de Sant Joan de les Abadesses i arriba Santa Magdalena de Perella. Es pot fer circular si al pont de la Perella s'enllaça amb el   GR-1 

## Característiques
Durada: 5:40 h
Distància: 20,568 km
Comarca: Ripollès

## Descripció de l'itinerari
| Temps Totals | Distàncies Totals | Punt itinerari                                     |
| ------------ | ----------------- | -------------------------------------------------- |
| 0:00 h       | 0,000 km          | Plaça Torres i Bages, davant l'absis del Monestir. |
| 0:16 h       | 0,883 km          | Coll d'en Saquer.                                  |
| 0:30 h       | 1,442 km          | Ermita de Sant Antoni de Pàdua.                    |
| 1:35 h       | 5,337 km          | Collet de la Plana Freda.                          |
| 2:00 h       | 6,965 km          | Collet de l'Home Mort.                             |
| 2:40 h       | 9,450 km          | Ermita de Santa Llúcia de Puigmal.                 |
| 3:10 h       | 11,112 km         | Coll d'Aulinencs.                                  |
| 3:35 h       | 12,930 km         | Mas la Ferreria.                                   |
| 3:55 h       | 13,804 km         | Sant Ponç d'Aulina.                                |
| 4:30 h       | 16,184 km         | Pla de Can Petit.                                  |
| 4:45 h       | 17,246 km         | Runes de Can Mic.                                  |
| 5:00 h       | 18,184 km         | Can Barrera.                                       |
| 5:15 h       | 19,163 km         | Carretera C-151.                                   |
| 5:22 h       | 19,878 km         | Pont de Perella. Enllaç GR-1                       |
| 5:40 h       | 20,568 km         | Santa Magdalena de Perella.                        |